# Лобурець Василь Єгорович
Васи́ль Єго́рович Лобуре́ць (22 вересня 1930, Підруда Миргородського району — 3 грудня 2006, Полтава) — історик, доктор історичних наук (1982), професор (1983), заслужений діяч науки і техніки України (1993), мав державні нагороди СРСР.

## Біографічні дані
Народився 22 вересня 1930 року в с. Підруда Миргородського району Полтавської області в селянській родині.
У 1953 році закінчив Київський педагогічний інститут. З 1956 (з перервою) працював у Полтавському педагогічному університеті: з 1981 по 1996 — проректор з наукової роботи, з 1997 по 2000 — завідувач кафедри всесвітньої історії.
З 1974 по 1979 рік — був завідувачем відділу науки і навчальних закладів Полтавського обкому КПУ.
Помер 3 грудня 2006 року в Полтаві.

## Наукова робота
Проводив наукові дослідження історії робітництва України, історичного краєзнавства Полтавщини. З 1990 року голова — Полтавського наукового товариства краєзнавців. Автор понад 300 публікацій.

### Основні праці
За ЕСУ:
- Формування кадрів радянського робітничого класу України (1921–1932 рр.). — Х., 1974;
- Очерки развития социально-классовой структуры УССР (1917–1937). — К., 1987 (співавтор);
- Полтавський державний педагогічний інститут ім. В. Г. Короленка (нарис історії). — П., 1994;
- Полтава: історичний нарис. — П., 1999 (співавтор);
- Полтавщина: історичний нарис. — П., 2005 (співавтор)[1].

## Нагороди
- Орден Трудового Червоного Прапора;
- Заслужений діяч науки і техніки України[2].